# 魯淑
魯淑（約217年—274年），吳國大臣魯肅的遺腹子，濡須督張承說他將來必能終當到至。永安年間，昇為昭武將軍、都亭侯。歷任武昌督、夏口督。魯淑有著整治地區的才幹，並在任時將治區嚴整。
鳳凰二年（273年）七月，鲁淑与武昌左部督薛莹等率军攻晋，号十万，薛莹发兵新息，鲁淑围弋阳，被晋征虏将军王浑击败。
鳳凰三年，鲁淑去世。兒子魯睦繼承爵位，統領魯淑的軍隊。